# التجمع الشيوعي العراقي 1960
كان حزب داود الصايغ [الإنجليزية] الشيوعي العراقي حزبًا سياسيًا قصير العمر في العراق، وكان موجودًا بالتوازي مع الحزب الشيوعي العراقي الرئيسي (غير القانوني). ظهر في عام 1960، بعد سن قانون الجمعيات. كان داود الصايغ رئيس الحزب. أصدرالحزب صحيفة «المبدأ» اليومية.
تمكن الصايغ، الذي طرد من الحزب الشيوعي العراقي عام 1958، من تسجيل حزبه باسم «الحزب الشيوعي العراقي» في 9 فبراير/شباط 1960 (بعد أن قدم طلبه في 9 يناير/كانون الثاني 1960). في الوقت نفسه، تم رفض تسجيل الحزب الشيوعي العراقي الرئيسي. لم يتمكن حزب الصايغ من اجتذاب سوى جزء ضئيل من أتباع الحزب الشيوعي العراقي الرئيسي. تم إدانة الحزب من قبل الحزب الشيوعي العراقي الرئيسي وفي الصحافة الشيوعية العالمية (مثل برافدا ومراجعة الماركسية العالمية). آنذاك، انتشرت تقارير تفيد بأن حزب الصايغ كان مدعوماً مالياً من حكومة عبد الكريم قاسم. كما اتهم الصايغ بتزوير أو على الأقل إساءة استخدام الموقعين لتسجيل حزبه.
وجّه الصايغ نداءً عامًا لجميع الشيوعيين للانضمام إلى حزبه. فيما أنخرط الحزب الشيوعي العراقي الرئيسي، بعد حرمانه من الاعتراف القانوني، في محادثات مع حزب الصايغ. بالنظر إلى الاختلافات الواسعة في القوة، توقع الحزب الشيوعي العراقي الرئيسي أنه سيكون قادرًا على السيطرة على حزب الصايغ. خلال ربيع عام 1960، أدار بهاء الدين نوري المفاوضات نيابة عن التيار الشيوعي. لكن الصايغ وضع شرطا مسبقا للاندماج بطرد سلام عادل وجمال الحيدري وأمير عبد الله. رفض الشيوعيون البارزون قبول هذا المطلب. في يونيو/حزيران 1960، أعيد فتح المفاوضات، وبحلول هذه المرحلة، قبل الشيوعيون البارزون بحكم الأمر الواقع طلب الصايغ (من خلال إجبار القادة الثلاثة على التنحي عن مناصبهم «لأسباب صحية»). لكن محادثات الاندماج فشلت، إذ لاحظ الصايغ أن بهاء الدين نوري كان يتآمر مع عبد الصمد حامد (عضو اللجنة المركزية لحزب الصايغ) للاستيلاء على حزبه.
في 9-11 تشرين الثاني /نوفمبر 1960، عقد حزب الصايغ مؤتمره الحزبي (كان ينبغي عقده بحلول أيار/ مايو 1960 على أبعد تقدير وفقًا لقانون الجمعيات، لكن الحزب حصل على إعفاء خاص من وزير الداخلية لتأجيل انعقاد المؤتمر). وبحسب تقرير في «المبدأ»، كان هناك 160 ممثلاً. وانتخبت لجنة مركزية من 17 عضوا بينهم الصايغ وإبراهيم عبد الحسين وعبد الجبار غفوري وعبد الصمد حامد.
في أكتوبر/تشرين الأول 1961، أغلقت السلطات فرع الكوت للحزب، مدعية أنه أصبح غير نشط.
في 2 ديسمبر/كانون الأول 1961، عقد الحزب مؤتمره الثاني. 120 ممثلا شاركوا في المباحثات. تم انتخاب لجنة تنفيذية جديدة برئاسة الصايغ. ومن أعضاء اللجنة الآخرين سعد محسن وعلي هادي وعبد الجبار ماجد وإبراهيم عبد الحسين وغضبان حمزة ومحمد جواد طعمة وعبد الكريم الأسدي وعمر صوفي وكريم ناصف وزهير الطائي وتركي عبد الغفور وفالح حسن وخليل الصالحي وجاسم إسماعيل وأنور طه وعبد الجبار حسن.